# Erickson Glacier
Erickson Glacier är en glaciär i Antarktis. Den ligger i Västantarktis. Nya Zeeland gör anspråk på området. Erickson Glacier ligger 346 meter över havet.
Terrängen runt Erickson Glacier är varierad, och sluttar norrut. Trakten är obefolkad. Det finns inga samhällen i närheten.